# Renald I (hrabia Bar)
Renald I (ur. ok. 1090, zm. w 1149 lub 1150) – hrabia Bar od 1105.

## Życiorys
Renald był synem hrabiego Bar Teodoryka II i Ermentrudy/Ermengardy, córki hrabiego Burgundii Wilhelma I. Odziedziczył po ojcu m.in. hrabstwo Bar. Toczył spory z biskupem Verdun, w 1113 trafił do cesarskiej niewoli. Według przekazu kronikarza został pojmany przez cesarza Henryka V w zdobytym przez niego Bar, jednak cesarz nie zdołał zdobyć bronionego przez żonę Renalda Mousson. Wówczas Henryk miał zagrozić żonie powieszeniem Renalda, jeśli ona nie wyda twierdzy. Ta jednak w nocy miała powić syna i odmówiła poddania zamku. Renald wziął udział w drugiej wyprawie krzyżowej, podczas której zmarł.

## Rodzina
Żoną Renalda była Gizela, córka hrabiego Vaudemont Gerarda. Renald miał liczne dzieci, w tym:
- Klemencję, żonę kolejno: Hugona z Dammartin, Renalda II, hrabiego Clermont, oraz Thibauta III, pana Crepy,
- córkę nn., żonę Konrada I, hrabiego Kyrburga,
- Stefanię, żonę Hugona III, pana Broyes i Châteauvillain,
- Agnieszkę, żonę Alberta I, hrabiego Chiny,
- Renalda II, hrabiego Bar,
- Teodoryka, biskupa Metzu[2][1],
- Hugona?[1].